# Colin Stetson
Colin Stetson (Ann Arbor, 3 marzo 1975) è un sassofonista statunitense.

## Biografia
Nato in Michigan (Stati Uniti), ha studiato alla School of Music, Theatre & Dance di Ann Arbor, sua città natale.
Nel corso della sua carriera ha collaborato con decine di artisti tra cui Tom Waits (Blood Money, Alice, Orphans: Brawlers, Bawlers & Bastards), Arcade Fire (Neon Bible, The Suburbs, Reflektor), TV on the Radio (Dear Science), Feist (Metals), Bon Iver (Bon Iver, Bon Iver), My Brightest Diamond, Timber Timbre, David Byrne, Sinéad O'Connor, Laurie Anderson, LCD Soundsystem, The National, Godspeed You! Black Emperor, Jolie Holland, Angélique Kidjo e altri.
Nel 2008 ha pubblicato il suo primo album solista. Nel 2011 è uscito il suo secondo album, che è entrato nella "short-list" dei finalisti per il Polaris Music Prize. Anche il suo New History Warfare Vol. 3: To See More Light (2013) è stato in nomination per lo stesso premio.

## Discografia
- 2003 - Tiny Beast (con Transmission Trio)
- 2003 - Slow Descent
- 2007 - New History Warfare Vol. 1
- 2010 - Righteous Wrath (7")
- 2011 - New History Warfare Vol. 2: Judges
- 2011 - Those Who Didn't Run (EP)
- 2012 - Stones (con Mats Gustafsson)
- 2013 - New History Warfare Vol. 3: To See More Light
- 2017 - All This I Do For Glory
- 2022 - Chimæra I
- 2022 - Texas Chainsaw Massacre (Non aprite quella porta)
- 2023 - When we were that what wept for the sea

## Colonne sonore
- Hereditary, regia di Ari Aster (2018)
- The Menu, regia di Mark Mylod (2022)
- Uzumaki – serie animata (2024)